# Guerquesalles
Guerquesalles és un municipi francès situat al departament de l'Orne i a la regió de Normandia. L'any 2007 tenia 134 habitants.

## Demografia

### Població
El 2007 la població de fet de Guerquesalles era de 134 persones. Hi havia 62 famílies de les quals 12 eren unipersonals (8 homes vivint sols i 4 dones vivint soles), 25 parelles sense fills i 25 parelles amb fills.
La població ha evolucionat segons el següent gràfic:
Habitants censats

### Habitatges
El 2007 hi havia 86 habitatges, 58 eren l'habitatge principal de la família, 21 eren segones residències i 6 estaven desocupats. 83 eren cases i 3 eren apartaments. Dels 58 habitatges principals, 42 estaven ocupats pels seus propietaris, 12 estaven llogats i ocupats pels llogaters i 4 estaven cedits a títol gratuït; 2 tenien dues cambres, 7 en tenien tres, 9 en tenien quatre i 40 en tenien cinc o més. 42 habitatges disposaven pel capbaix d'una plaça de pàrquing. A 18 habitatges hi havia un automòbil i a 38 n'hi havia dos o més.

### Piràmide de població
La piràmide de població per edats i sexe el 2009 era:
| Homes | Edats   | Dones |
| ----- | ------- | ----- |
| 0     | 95 o +  | 0     |
| 0     | 90 a 94 | 0     |
| 0     | 85 a 89 | 0     |
| 0     | 80 a 84 | 4     |
| 4     | 75 a 79 | 0     |
| 4     | 70 a 74 | 4     |
| 0     | 65 a 69 | 0     |
| 8     | 60 a 64 | 8     |
| 0     | 55 a 59 | 4     |
| 0     | 50 a 54 | 4     |
| 4     | 45 a 49 | 0     |
| 8     | 40 a 44 | 4     |
| 0     | 35 a 39 | 8     |
| 8     | 30 a 34 | 4     |
| 8     | 25 a 29 | 8     |
| 0     | 20 a 24 | 4     |
| 4     | 15 a 19 | 4     |
| 8     | 10 a 14 | 12    |
| 8     | 5 a 9   | 0     |
| 0     | 0 a 4   | 12    |

## Economia
El 2007 la població en edat de treballar era de 86 persones, 68 eren actives i 18 eren inactives. De les 68 persones actives 60 estaven ocupades (31 homes i 29 dones) i 8 estaven aturades (4 homes i 4 dones). De les 18 persones inactives 9 estaven jubilades, 6 estaven estudiant i 3 estaven classificades com a «altres inactius».

### Ingressos
El 2009 a Guerquesalles hi havia 53 unitats fiscals que integraven 125 persones, la mediana anual d'ingressos fiscals per persona era de 16.929 €.

### Activitats econòmiques
Dels 7 establiments que hi havia el 2007, 1 era d'una empresa de fabricació d'altres productes industrials, 1 d'una empresa de comerç i reparació d'automòbils, 1 d'una empresa d'hostatgeria i restauració, 2 d'empreses de serveis i 2 d'empreses classificades com a «altres activitats de serveis».
Dels 2 establiments de servei als particulars que hi havia el 2009, 1 era una agència de treball temporal i 1 restaurant.
L'any 2000 a Guerquesalles hi havia 12 explotacions agrícoles que ocupaven un total de 560 hectàrees.

## Poblacions més properes
El següent diagrama mostra les poblacions més properes.